# SuitSat
SuitSat, zwany również RadioSkaf, Pan Smith lub Iwan Iwanowicz (nie mylić z manekinem użytym w lotach Korabl-Sputnik 4 i Korabl-Sputnik 5) – zużyty rosyjski skafander kosmiczny Orłan z zamontowanym amatorskim nadajnikiem radiowym. Został zmontowany przez załogę misji Sojuz TMA-7 rezydującej na Międzynarodowej Stacji Kosmicznej. Wypuszczono go na orbitę 3 lutego 2006. Pracował on przez 6 miesięcy. Spłonął w atmosferze ziemskiej 7 września 2006.
Misja SuitSata kontynuowana była przez minisatelitę Kedr, wypuszczonego w 2011 z okazji 50. rocznicy lotu Jurija Gagarina.

## Galeria

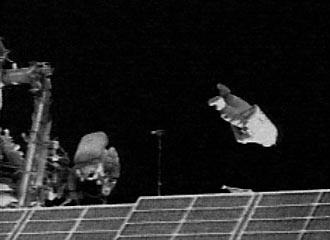
Wypuszczenie satelity SuitSat na orbitę
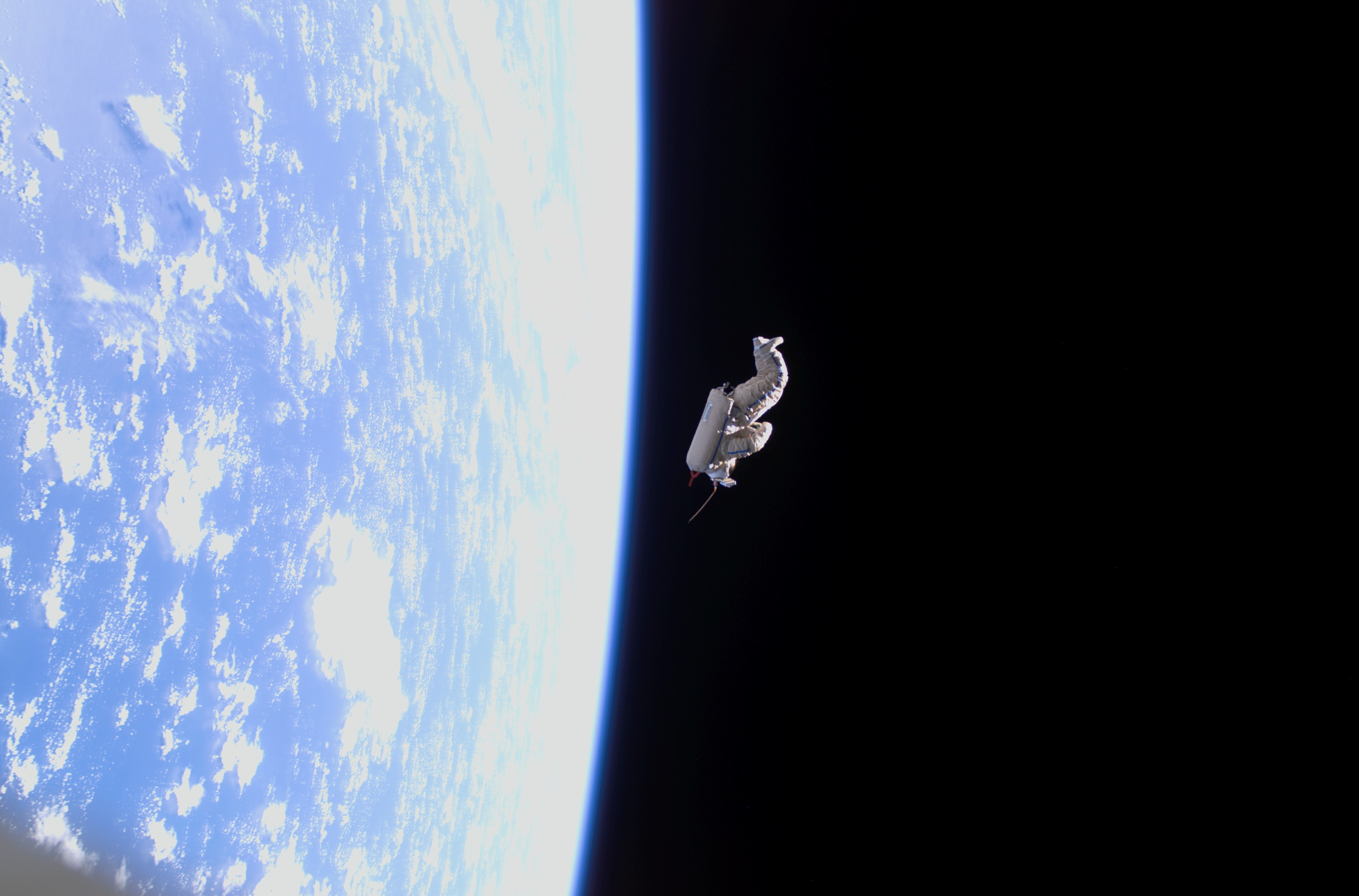
SuitSat na orbicie